# Saint-Pierre-de-Rivière
 Saint-Pierre-de-Rivière  là một xã ở tỉnh Ariège, thuộc vùng Occitanie ở phía tây nam nước Pháp.